# Kathleen Battle
Kathleen Battle   (Portsmouth, 13 d'agost de 1948) és una cantant americana d'òpera (soprano).

## Biografia
Kathleen Battle era la menor de set germans i va créixer en circumstàncies socials relativament senzilles. La seva mare la va introduir a la música gospel tradicional afroamericana a una edat primerenca i, finalment, va estudiar al "College-Conservatory of Music de Cincinnati", Ohio, on es va graduar el 1971 amb un màster. Després va treballar com a professora de música i va debutar com a cantant professional al Festival Spoleto el 1972 sota la direcció de Thomas Schippers. Cinc anys després va cantar a l'òpera Tannhäuser de Richard Wagner al Metropolitan Opera. Els anys següents va cantar amb la Filharmònica de Viena, la Filharmònica de Berlín, l'Orquestra Filharmònica de Nova York i al Festival de Salzburg.
Un dels aspectes més destacats de la seva carrera és la seva col·laboració amb Herbert von Karajan, sota la direcció del qual va actuar com a solista a la missa de coronació de Mozart, a la basílica de Sant Pere de Roma, davant el papa Joan Pau II (1985), en el Concert d'Any Nou de la Filharmònica de Viena (1987), i com a Zerlina a Don Giovanni, a Salzburg (1987/88).
El seu repertori inclou àries de Bach, Haendel, Mozart, Rossini, Franck i Fauré, així com espirituals, que va cantar amb Jessye Norman en un concert al Carnegie Hall el març de 1990. Aquest concert es va publicar més tard en CD. Ha rebut cinc premis Grammy pel seu treball.
Una de les més famoses és la de la cançó Lovers, composta per Shigeru Umebayashi, que va cantar per a la pel·lícula House of Flying Daggers. Amb Wynton Marsalis va gravar l'àlbum Baroque Duet per a "Sony BMG", que es va publicar el 1992. El clàssic Kathleen Battle el va seguir el 2002. També va treballar en enregistraments amb Al Jarreau i amb Cyrus Chestnut.

## Premis
Premis Grammy
- 1987: Millor actuació de solista vocal clàssic
- 1988: Millor enregistrament d'òpera
- 1988: Millor actuació de solista vocal clàssic
- 1993: Millor interpretació vocal clàssica
- 1994: Millor enregistrament d'òpera